# Lijst van rijksmonumenten in Scherpenzeel (Gelderland)
De plaats Scherpenzeel telt 15 inschrijvingen in het rijksmonumentenregister. Hieronder een overzicht. 
| Object                                       | Oorspronkelijke functie?  | Bouwjaar              | Architect                        | Locatie                         | Coördinaten?                 | Nr.?   | Afbeelding              |
| -------------------------------------------- | ------------------------- | --------------------- | -------------------------------- | ------------------------------- | ---------------------------- | ------ | ----------------------- |
| Hofstede "Ebbenhorst"                        | Boerderij                 | 17e eeuw              |                                  | Barneveldsestraat 30            | 52° 5' 15" NB, 5° 30' 11" OL | 33116  | Meer afbeeldingen       |
| Pand "Het Hooge Huis"                        | Woonhuis                  | tweede kwart 17e eeuw |                                  | Dorpsstraat 168                 | 52° 4' 45" NB, 5° 29' 26" OL | 33119  | Meer afbeeldingen       |
| Antonius, Dorpskerk                          | Kerk en kerkonderdeel     | 15e eeuw              |                                  | Kerkplein 189                   | 52° 4' 46" NB, 5° 29' 21" OL | 33122  | Meer afbeeldingen       |
| Huis Scherpenzeel: hoofdgebouw               | Kasteel, buitenplaats     | 1857-1862             |                                  | Burgemeester Royaardslaan 1     | 52° 4' 43" NB, 5° 29' 21" OL | 512080 | Meer afbeeldingen       |
| Huis Scherpenzeel: park                      | Tuin, park en plantsoen   | 1859                  | H.A.C. Poortman en L.A. Springer | Burgemeester Royaardslaan bij 1 | 52° 4' 34" NB, 5° 29' 25" OL | 512081 | Meer afbeeldingen       |
| Huis Scherpenzeel: poorthuis of dienstwoning | Bijgebouwen kastelen enz. | 1858                  |                                  | Dorpsstraat 186                 | 52° 4' 46" NB, 5° 29' 21" OL | 512082 | Meer afbeeldingen       |
| Huis Scherpenzeel: koetshuis                 | Bijgebouwen kastelen enz. | 1857                  |                                  | Burgemeester Royaardslaan 3     | 52° 4' 41" NB, 5° 29' 16" OL | 512083 | Meer afbeeldingen       |
| Het Dorp: boerderij met hek                  | Boerderij                 | 1868                  |                                  | Vlieterweg 11                   | 52° 4' 36" NB, 5° 29' 18" OL | 523478 | Meer afbeeldingen       |
| Het Dorp: houten schuur                      | Boerderij                 | vermoedelijk 1868     |                                  | Vlieterweg bij 11               | 52° 4' 36" NB, 5° 29' 18" OL | 523479 | Het Dorp: houten schuur |
| Schaapskooi                                  | Boerderij                 | 1862                  |                                  | Willaerlaan bij 74              | 52° 5' 16" NB, 5° 29' 11" OL | 523480 | Schaapskooi             |
| Huis Scherpenzeel: toegangsbrug              | Tuin, park en plantsoen   |                       | S.A. van Lunteren                | Burgemeester Royaardslaan bij 1 | 52° 4' 42" NB, 5° 29' 20" OL | 529296 | Meer afbeeldingen       |
| Huis Scherpenzeel: toegangshekken            | Tuin, park en plantsoen   | midden 19e eeuw       |                                  | Burgemeester Royaardslaan bij 1 | 52° 4' 44" NB, 5° 29' 13" OL | 529297 | Meer afbeeldingen       |
| Huis Scherpenzeel: restant van een ijskelder | Tuin, park en plantsoen   |                       | waarschijnlijk S.A. van Lunteren | Burgemeester Royaardslaan bij 1 | 52° 4' 42" NB, 5° 29' 24" OL | 529298 | Meer afbeeldingen       |
| Huis Scherpenzeel: tuinmuren                 | Tuin, park en plantsoen   |                       |                                  | Burgemeester Royaardslaan bij 1 | 52° 4' 45" NB, 5° 29' 23" OL | 529299 | Meer afbeeldingen       |
| Lambalgerkeerkade                            | Open verdedigingswerk     | 1745                  |                                  | Lambalgerkeerkade               | 52° 4' 36" NB, 5° 28' 33" OL | 529301 | Lambalgerkeerkade       |

Aalten ·
Apeldoorn ·
Arnhem ·
Barneveld ·
Berg en Dal ·
Berkelland ·
Beuningen ·
Bronckhorst ·
Brummen ·
Buren ·
Culemborg ·
Doesburg ·
Doetinchem ·
Druten ·
Duiven ·
Ede ·
Elburg ·
Epe ·
Ermelo ·
Harderwijk ·
Hattem ·
Heerde ·
Heumen ·
Lingewaard ·
Lochem ·
Maasdriel ·
Montferland ·
Neder-Betuwe ·
Nijkerk ·
Nijmegen ·
Nunspeet ·
Oldebroek ·
Oost Gelre ·
Oude IJsselstreek ·
Overbetuwe ·
Putten ·
Renkum ·
Rheden ·
Rozendaal ·
Scherpenzeel ·
Tiel ·
Voorst ·
Wageningen ·
West Betuwe ·
West Maas en Waal ·
Westervoort ·
Wijchen ·
Winterswijk ·
Zaltbommel ·
Zevenaar ·
Zutphen